# Pokémon Omega Ruby và Alpha Sapphire
Pokémon Omega Ruby và Alpha Sapphire (ポケットモンスター オメガルビー&アルファサファイア Poketto Monsutā Omega Rubī & Arufa Safaia) là hai tựa video game được phát hành bởi Game Freak và cho hệ máy cầm tay Nintendo 3DS. Đây là hai bản "làm lại" của hai tựa game năm 2002 Pokemon Ruby & Sapphire. Game được công bố vào ngày 7 tháng 5 năm 2014 trong một Teaser của Nintendo.Và cuối cùng bạn sẽ giúp team Magma bắt Groudon(nếu là Omega ruby).Còn ở Alpha Sapphire bạn sẽ giúp team Aqua bắt Kyogre

## Bối cảnh và cốt truyện
Bối cảnh và cốt truyện của Omega Ruby và Alpha Sapphire hầu hết đều giống hai phiên bản gốc Ruby và Sapphire. Trò chơi bắt đầu khi người chơi ở trên một chiếc xe tải đang di chuyển. Người chơi bắt đầu di chuyển tới vùng Hoenn với mẹ của anh ấy/cô ấy, cha của người chơi Norman đã được tuyển dụng làm Gym Leader của thành phố Petalburg từ một thị xã của vùng Hoenn. Người chơi bắt đầu cuộc hành trình bằng cách cứu giáo sư Birch đang bị một con zigzagoon hoang tấn công, người chơi sẽ phải chọn Treecko, Torchic hoặc Mudkip là bạn đồng hành đầu tiên. Sau đó người chơi cần khám phá khắp vùng Hoenn để hoàn thành Pokédex và chiến đấu với 8 Gym Leaders tại các thành phố khác nhau, đủ tư cách để tham dự liên đoàn Hoenn. Trên đường đi, người chơi chạm trán với Team Magma trong Omega Ruby hoặc Team Aqua trong Alpha Sapphire, những nhóm người muốn sử dụng sức mạnh của Pokémon huyền thoại, Primal Kyogre trong Alpha Sapphire và Primal Groudon trong Omega Ruby, để thay đổi thế giới theo cách của mình. Team Magma muốn triệu hồi Groudon để làm các đại dương bốc hơi, tạo thêm nơi ở cho Pokémon sống trên đất liền trong khi Team Aqua muốn triệu hồi Kyogre để làm lụt các vùng đất, tạo chỗ ở cho Pokémon sống dưới nước. Với sự giúp đỡ của Steven Stone, nhà vô địch liên đoàn Hoenn Pokémon League và Gym Leader Wallace, người chơi đánh bại Team Magma hoặc Team Aqua rồi bắt/đánh bại Pokémon huyền thoại đó để bảo vệ thế giới khỏi một trận hạn hán/lũ lụt khổng lồ, và để đảm bảo sự hoàn lương của Team Magma/Team Aqua. Người chơi sau đó được quyền tham dự liên đoàn, thách đấu Elite Four và sau đó là Steven để trở thành quán quân mới của liên đoàn Hoenn. Người chơi cũng có thể tham dự vài Pokémon Contests khác nhau trên đường đi, dùng Pokémon của mình để biểu diễn trước giám khảo và khán giả. 20 Pokémon nữa có thể tiến hóa Mega kể từ Pokémon X và Y để cải thiện lối chơi. 
Một phần chơi phụ mới xuất hiện ở Omega Ruby và Alpha Sapphire được gọi là Delta Episode. Người chơi phải cùng với các nhân vật mới là Zinnia, Steven, và giáo sư Cozmo để tìm cách ngăn chặn thiên thạch va vào hành tinh, đòi hỏi người chơi phải bắt Pokémon huyền thoại Rayquaza để ngăn chặn thiên thạch, thứ có chứa Pokémon huyền thoại Deoxys.